# Koleje Południowokaukaskie

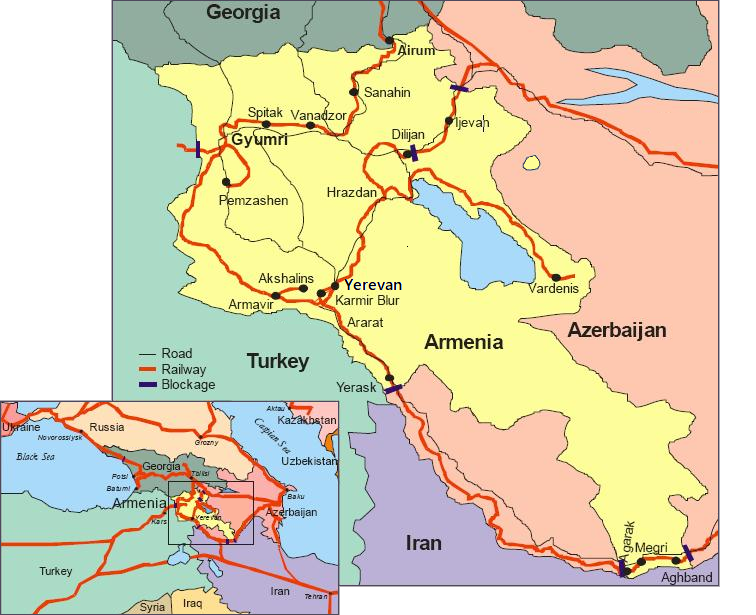
Sieć kolejowa Armenii

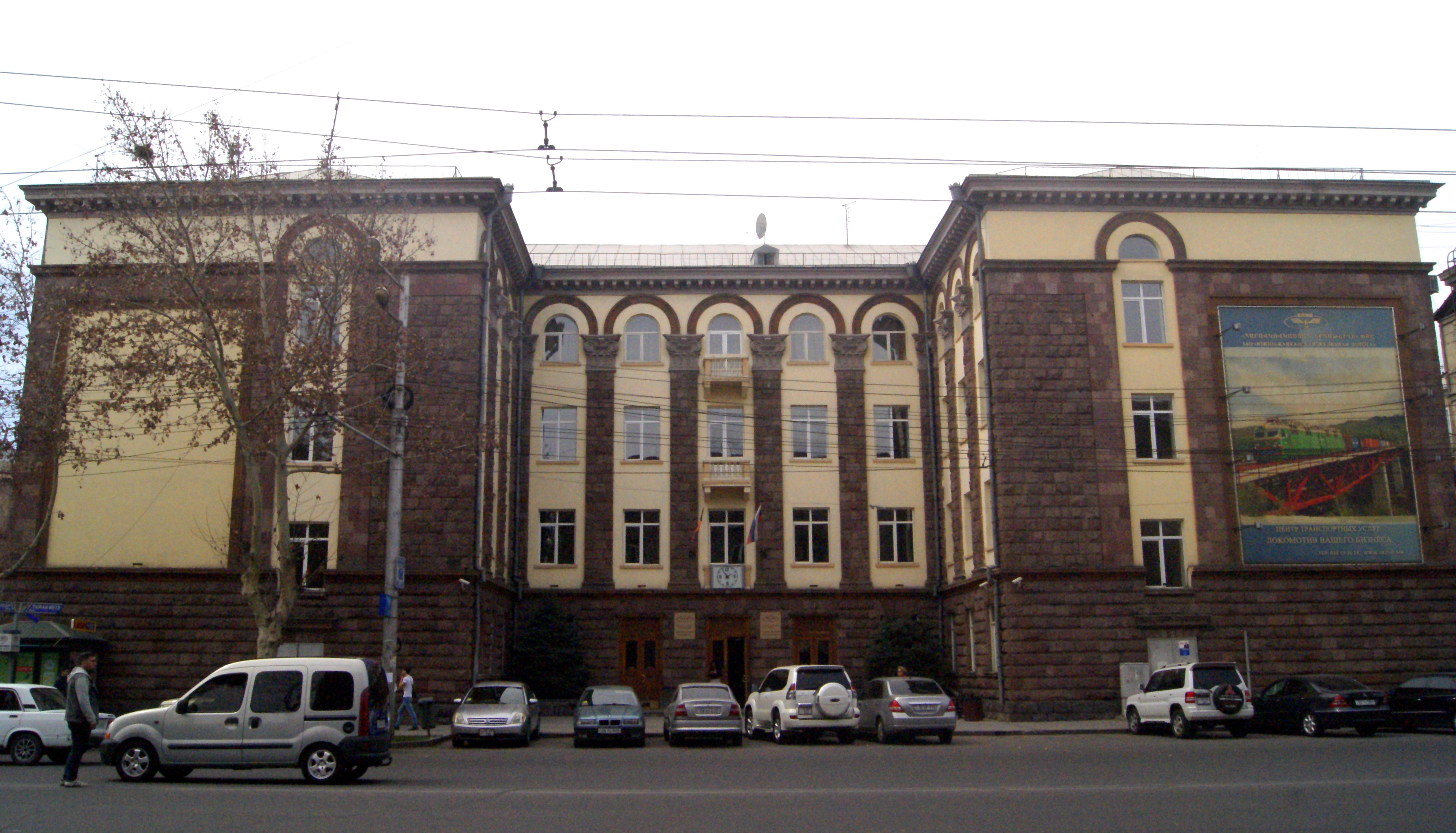
Siedziba Kolei w Erywaniu

Koleje Południowokaukaskie (orm. Հարավկովկասյան Երկաթուղի, ros. Южно-Кавказская Железная Дорога) – operator armeńskiej sieci kolejowej, należący do Kolei Rosyjskich.

## Historia
13 lutego 2008 roku w Erywaniu Koleje Rosyjskie i Republika Armenii podpisały umowę koncesyjną dotyczącą przekazania systemu transportu kolejowego republiki zarządowi Kolei Rosyjskich. Zgodnie z umową okres koncesji wynosi 30 lat, z możliwością przedłużenia o kolejne 10 lat za porozumieniem stron. Zgodnie z warunkami przetargu, dotychczasowi pracownicy kolei (4300 osób), poza osobami w wieku emerytalnym, zostali przeniesieni do Kolei Południowokaukaskich po podwyżkach wynagrodzeń do 20%.

## Przejścia graniczne
Z wyjątkiem Gruzji wszystkie międzynarodowe połączenia kolejowe między Armenią a jej sąsiadami zostały zamknięte od 1993 roku z powodu blokady kraju przez Turcję i Azerbejdżan z powodu konfliktu w Górskim Karabachu.
- Azerbejdżan: Barxudarlı/Iczewan – zamknięte – ten sam rozstaw szyn
- Azerbejdżan: Heydərabad/Jerasch – przez Nachiczewańską Republikę Autonomiczną – zamknięte – ten sam rozstaw szyn
- Gruzja: Sadakhlo/Ajrum – otwarte – ten sam rozstaw szyn
- Turcja: Doğukapı/Achurjan – zamknięte – 1520mm/1435 mm